# 威廉·普里迪
威廉·普里迪（英語：William Priddy；1977年10月1日—）是一位美國排球運動員。他是美國國家男子排球隊的一員。代表美國參加了2004年、2008年和2012年奧運會的比賽。他也曾是美國國家排球隊的隊長。